# La Puce à l'oreille (film, 1956)
Pour plus de détails, voir Fiche technique et Distribution.
La Puce à l'oreille est un téléfilm français réalisé par Stellio Lorenzi et sorti en 1956, adapté de vaudeville éponyme de Georges Feydeau.

## Fiche technique
- Titre original : La Puce à l'oreille
- Réalisation : Stellio Lorenzi
- Scénario : Georges Feydeau, d'après la pièce de Georges Feydeau
- Décor : Marcel-Louis Dieulot
- Costumes : Claude Catulle
- Images : Roger Arrignon
- Musique : Gérard Calvi
- Pays de production : France
- Genre : Comédie, vaudeville
- Son : Jean Pouleau
- Durée : 124 minutes
- Format : 1,33:1 - son mono - noir et blanc
- Production : RTF
- Date de sortie : 
  - France : 22 septembre 1956

## Distribution
- Pierre Mondy : Victor-Emmanuel Chandebise / Poche
- Marthe Mercadier : Raymonde Chandebise
- Yvonne Gaudeau : Lucienne Homénides de Histangua
- Jacques Henri Duval : Romain Tournel
- Robert Manuel : Carlos Homénides de Histangua
- Louis de Funès : Augustin Ferraillon
- Suzanne Dantès : Olympe Ferraillon
- Janine Sudreau : Eugénie
- Jean Bellanger : Baptistin
- Albert Rémy : Camille Chandebise
- Alfred Adam : Docteur Finache
- Pascal Mazzotti : Étienne
- Solange Certain : Antoinette
- Jess Hahn : Rugby